# Hemileucoceras
Hemileucoceras is een geslacht van vliesvleugeligen uit de familie Encyrtidae. De wetenschappelijke naam van dit geslacht is voor het eerst geldig gepubliceerd in 1976 door Hoffer.

## Soorten
Het geslacht Hemileucoceras omvat de volgende soorten:
- Hemileucoceras insignis Hoffer, 1976
- Hemileucoceras longicornis Hayat, 2003
- Hemileucoceras madagascariensis (Risbec, 1952)